# Elaphoppia quadripilosa
Elaphoppia quadripilosa är en kvalsterart som först beskrevs av Balogh 1961.  Elaphoppia quadripilosa ingår i släktet Elaphoppia och familjen Oppiidae. Inga underarter finns listade i Catalogue of Life.